# Seznam županov občin v Sloveniji (1998–2002)
Seznam županov občin v Sloveniji z mandatom od 1998 od 2002.
| Občina                                   | Župan                   | Predlagatelj                         |
| ---------------------------------------- | ----------------------- | ------------------------------------ |
| Občina Ajdovščina                        | Kazimir Bevec           | SLS                                  |
| Občina Beltinci                          | Jožef Kavaš             | SKD                                  |
| Občina Benedikt                          | Milan Gumzar            | LDS                                  |
| Občina Bistrica ob Sotli                 | Jožef Pregrad           | SDS                                  |
| Občina Bled                              | Boris Malej             | SLS LDS                              |
| Občina Bloke                             | Jože Doles              | SLS                                  |
| Občina Bohinj                            | Franc Kramar            | skupina volivcev                     |
| Občina Borovnica                         | Alojz Močnik            | skupina volivcev                     |
| Občina Bovec                             | Siniša Germovšek        | SDS                                  |
| Občina Braslovče                         | Duško Goričar           | SLS                                  |
| Občina Brda                              | Franc Mužič             | LDS                                  |
| Občina Brezovica                         | Drago Stanovnik         | SLS                                  |
| Občina Brežice                           | Vladislav Deržič        | DS                                   |
| Občina Cankova                           | Viktor Voršič           | ZLSD                                 |
| Mestna občina Celje                      | Bojan Šrot              | SLS                                  |
| Občina Cerklje na Gorenjskem             | Franc Čebulj            | LDS                                  |
| Občina Cerknica                          | Valentin Schein         | LDS                                  |
| Občina Cerkno                            | Jurij Kavčič            | SLS                                  |
| Občina Cerkvenjak                        | Jože Kraner             | SLS SKD                              |
| Občina Črenšovci                         | Anton Törnar            | SKD                                  |
| Občina Črna na Koroškem                  | Franc Stakne            | ZLSD                                 |
| Občina Črnomelj                          | Andrej Fabjan           | SLS                                  |
| Občina Destrnik                          | Franc Pukšič            | SDS                                  |
| Občina Divača                            | Rajko Vojtkovszky       | ZLSD LDS ZZP                         |
| Občina Dobje                             | Franc Salobir           | SLS LDS SDS                          |
| Občina Dobrepolje                        | Anton Jakopič           | SLS                                  |
| Občina Dobrna                            | Martin Brecl            | SLS                                  |
| Občina Dobrova - Polhov Gradec           | Janez Oven              | SLS                                  |
| Občina Dobrovnik                         | Marjan Kardinar         | LDS                                  |
| Občina Dol pri Ljubljani                 | Anton Jemec             | SKD                                  |
| Občina Dolenjske Toplice                 | Franc Vovk              | SLS                                  |
| Občina Domžale                           | Cvetka Zalokar Oražem   | skupina volivcev                     |
| Občina Dornava                           | Franc Šegula            | SKD SLS SDS                          |
| Občina Dravograd                         | Rado Krpač              | LDS                                  |
| Občina Duplek                            | Janez Ribič             | SLS                                  |
| Občina Gorenja vas - Poljane             | Jože Bogataj            | skupina volivcev                     |
| Občina Gorišnica                         | Slavko Visenjak         | SLS                                  |
| Občina Gornja Radgona                    | Miha Vodenik            | skupina volivcev                     |
| Občina Gornji Grad                       | Anton Rifelj            | SDS                                  |
| Občina Gornji Petrovci                   | Franc Šlihthuber        | skupina volivcev                     |
| Občina Grad                              | Daniel Kalamar          | skupina volivcev                     |
| Občina Grosuplje                         | Janez Lesjak            | LDS ZLSD                             |
| Občina Hajdina                           | Radoslav Simonič        | SLS                                  |
| Občina Hoče - Slivnica                   | Anton Obreht            | SDS                                  |
| Občina Hodoš                             | Ludvik Orban            | skupina volivcev                     |
| Občina Horjul                            | Daniel Fortuna          | skupina volivcev                     |
| Občina Hrastnik                          | Leopold Grošelj         | ZLSD                                 |
| Občina Hrpelje - Kozina                  | Vojko Mahnič            | skupina volivcev                     |
| Občina Idrija                            | Cvetko Koder            | SLS                                  |
| Občina Ig                                | Ciril Podržaj           | SKD                                  |
| Občina Ilirska Bistrica                  | Franc Lipolt            | ZZP                                  |
| Občina Ivančna Gorica                    | Jernej Lampret          | SDS                                  |
| Občina Izola                             | Breda Pečan             | Istrski demokratski zbor ZZP ZLSD    |
| Občina Jesenice                          | Boris Janez Bregant     | ZLSD                                 |
| Občina Jezersko                          | Milan Kocjan            | skupina volivcev                     |
| Občina Juršinci                          | Alojzij Kaučič          | SLS                                  |
| Občina Kamnik                            | Anton Tone Smolnikar    | skupina volivcev                     |
| Občina Kanal                             | Zoran Madon             | SLS                                  |
| Občina Kidričevo                         | Alojz Šprah             | SLS                                  |
| Občina Kobarid                           | Pavel Gregorčič         | Zveza za Primorsko                   |
| Občina Kobilje                           | Pavel Nemet             | LDS                                  |
| Občina Kočevje                           | Janko Veber             | ZLSD                                 |
| Občina Komen                             | Uroš Slamič             | skupina volivcev                     |
| Občina Komenda                           | Tomaž Drolec            | skupina volivcev                     |
| Mestna občina Koper                      | Dino Pucer              | ?                                    |
| Občina Kostel                            | Valentin Južnič         | SLS                                  |
| Občina Kozje                             | Jože Planinc            | LDS                                  |
| Mestna občina Kranj                      | Mohor Bogataj           | LDS                                  |
| Občina Kranjska Gora                     | Jože Kotnik             | skupina volivcev                     |
| Občina Križevci                          | Feliks Mavrič           | SLS                                  |
| Občina Krško                             | Franc Bogovič           | SLS                                  |
| Občina Kungota                           | Jožef Karner            | SLS                                  |
| Občina Kuzma                             | Jožef Škalič            | SKD                                  |
| Občina Laško                             | Jožef Rajh              | ZLSD LDS DeSUS                       |
| Občina Lenart                            | Ivan Vogrin             | skupina volivcev                     |
| Občina Lendava                           | Jožef Kocon             | skupina volivcev                     |
| Občina Litija                            | Mirko Kaplja            | LDS                                  |
| Mestna občina Ljubljana                  | Viktorija Potočnik      | LDS                                  |
| Občina Ljubno                            | Anka Rakun              | skupina volivcev                     |
| Občina Ljutomer                          | Jožef Špindler          | LDS                                  |
| Občina Logatec                           | Janez Nagode            | SLS                                  |
| Občina Loška Dolina                      | Jožef Gorše             | SDS SLS< SKD                         |
| Občina Loški Potok                       | Janez Novak             | LDS                                  |
| Občina Lovrenc na Pohorju                | Franc Ladinek           | SKD                                  |
| Občina Luče                              | Bogomir Zamernik        | SDS                                  |
| Občina Lukovica                          | Živko Anastazij Burja   | SKD                                  |
| Občina Majšperk                          | Franc Bezjak            | SKD                                  |
| Mestna občina Maribor                    | Boris Sovič             | SLS                                  |
| Občina Markovci                          | Franc Kekec             | SLS LDS                              |
| Občina Medvode                           | Stanislav Žagar         | skupina volivcev                     |
| Občina Mengeš                            | Tomaž Štebe             | SDS                                  |
| Občina Metlika                           | Slavko Dragovan         | SLS                                  |
| Občina Mežica                            | Janez Praper            | SKD                                  |
| Občina Miklavž na Dravskem polju         | Leopold Kremžar         | LDS                                  |
| Občina Miren - Kostanjevica              | Zlatko Martin Marušič   | skupina volivcev                     |
| Občina Mirna Peč                         | Zvonko Lah              | SDS                                  |
| Občina Mislinja                          | Mirko Grešovnik         | skupina volivcev                     |
| Občina Moravče                           | Matjaž Kočar            | SLS                                  |
| Občina Moravske Toplice                  | Franc Cipot             | skupina volivcev                     |
| Občina Mozirje                           | Jožef Kramer            | SDS                                  |
| Mestna občina Murska Sobota              | Anton Slavic            | LDS                                  |
| Občina Muta                              | Ivan Draušbaher         | SLS SDS SKD                          |
| Občina Naklo                             | Janez Štular            | SKD                                  |
| Občina Nazarje                           | Ivan Purnat             | skupina volivcev                     |
| Mestna občina Nova Gorica                | Črtomir Špacapan        | LDS                                  |
| Mestna občina Novo mesto                 | Anton Starc             | LDS SLS DeSUS                        |
| Občina Odranci                           | Ivan Markoja            | skupina volivcev                     |
| Občina Oplotnica                         | Vladimir Globovnik      | SDS                                  |
| Občina Ormož                             | Vili Trofenik           | skupina volivcev                     |
| Občina Osilnica                          | Anton Kovač             | SKD SLS                              |
| Občina Pesnica                           | Venčeslav Senekovič     | SLS                                  |
| Občina Piran                             | Vojka Štular            | ZLSD                                 |
| Občina Pivka                             | Robert Smrdelj          | SLS                                  |
| Občina Podčetrtek                        | Marjan Drofenik         | SKD                                  |
| Občina Podlehnik                         | Vekoslav Fric           | skupina volivcev                     |
| Občina Podvelka                          | Anton Kovše             | LDS                                  |
| Občina Polzela                           | Ljubo Žnidar            | skupina volivcev                     |
| Občina Postojna                          | Josip Bajc              | SLS                                  |
| Občina Prebold                           | Vinko Debelak           | LDS                                  |
| Občina Preddvor                          | Miroslav Zadnikar       | skupina volivcev                     |
| Občina Prevalje                          | Matija Tasič            | skupina volivcev                     |
| Mestna občina Ptuj                       | Miroslav Luci           | skupina volivcev                     |
| Občina Puconci                           | Ludvik Novak            | SDS                                  |
| Občina Rače - Fram                       | Branko Ledinek          | SLS                                  |
| Občina Radeče                            | Ludvik Sotlar           | SLS SKD SDS                          |
| Občina Radenci                           | Herbert Šefer           | skupina volivcev                     |
| Občina Radlje ob Dravi                   | Hubert Robnik           | SNS                                  |
| Občina Radovljica                        | Janko Sebastijan Stušek | skupina volivcev                     |
| Občina Ravne na Koroškem                 | Ivana Klančnik          | SLS                                  |
| Občina Razkrižje                         | Stanko Ivanušič         | skupina volivcev                     |
| Občina Ribnica                           | Jože Tanko              | SDS                                  |
| Občina Ribnica na Pohorju                | Marija Sgerm            | SLS                                  |
| Občina Rogaška Slatina                   | Branko Kidrič           | SDS SLS SKD                          |
| Občina Rogašovci                         | Janko Halb              | SLS                                  |
| Občina Rogatec                           | Martin Mikolič          | SKD                                  |
| Občina Ruše                              | Vili Rezman             | skupina volivcev                     |
| Občina Selnica ob Dravi                  | Vladimir Sabolek        | skupina volivcev                     |
| Občina Semič                             | Ivan Bukovec            | SLS SKD                              |
| Občina Sevnica                           | Kristijan Janc          | SLS                                  |
| Občina Sežana                            | Miroslav Klun           | LDS                                  |
| Mestna občina Slovenj Gradec             | Janez Komljanec         | skupina volivcev                     |
| Občina Slovenska Bistrica                | Ivan Žagar              | SLS SDS NSi                          |
| Občina Slovenske Konjice                 | Janez Jazbec            | skupina volivcev                     |
| Občina Sodražica                         | Andrej Pogorelc         | SDS                                  |
| Občina Solčava                           | Vojteh Klemenšek        | skupina volivcev                     |
| Občina Starše                            | Vili Ducman             | SLS                                  |
| Občina Sveta Ana                         | Bogomir Ruhitel         | SLS SKD SDS                          |
| Občina Sveti Andraž v Slovenskih goricah | Franc Krepša            | SKD                                  |
| Občina Sveti Jurij                       | Slavko Mihalič          | SKD                                  |
| Občina Šalovci                           | Aleksander Abraham      | SLS                                  |
| Občina Šempeter - Vrtojba                | Dragan Valenčič         | ZLSD                                 |
| Občina Šenčur                            | Franc Kern              | skupina volivcev                     |
| Občina Šentilj                           | Edvard Čagran           | SLS                                  |
| Občina Šentjernej                        | Franc Hudoklin          | SLS SDS SKD                          |
| Občina Šentjur pri Celju                 | Jurij Malovrh           | SKD                                  |
| Občina Škocjan                           | Janez Povšič            | skupina volivcev                     |
| Občina Škofja Loka                       | Igor Draksler           | SLS SDS                              |
| Občina Škofljica                         | Jure Jurkovič           | skupina volivcev                     |
| Občina Šmarje pri Jelšah                 | Jožef Čakš              | SKD SLS                              |
| Občina Šmartno ob Paki                   | Ivan Rakun              | SLS                                  |
| Občina Šoštanj                           | Bogdan Menih            | SDS                                  |
| Občina Štore                             | Franc Jazbec            | SDS                                  |
| Občina Tabor                             | Vida Slakan             | SDS SKD                              |
| Občina Tišina                            | Alojz Flegar            | LDS                                  |
| Občina Tolmin                            | Julijan Šorli           | LDS ZLSD                             |
| Občina Trbovlje                          | Ladislav Žgajnar        | LDS ZLSD                             |
| Občina Trebnje                           | Ciril Metod Pungartnik  | LDS                                  |
| Občina Trnovska vas                      | Karl Vurcer             | skupina volivcev                     |
| Občina Trzin                             | Anton Peršak            | Demokrati Slovenije                  |
| Občina Tržič                             | Pavel Rupar             | SDS                                  |
| Občina Turnišče                          | Jožef Kocet             | SLS                                  |
| Mestna občina Velenje                    | Srečko Meh              | ZLSD                                 |
| Občina Velika Polana                     | Štefan Prša             | SDS                                  |
| Občina Velike Lašče                      | Anton Zakrajšek         | SDS SKD                              |
| Občina Veržej                            | Drago Legen             | SLS                                  |
| Občina Videm                             | Franc Kirbiš            | Slovenska obrtno podjetniška stranka |
| Občina Vipava                            | Ivan Princes            | skupina volivcev                     |
| Občina Vitanje                           | Stanislav Krajnc        | skupina volivcev                     |
| Občina Vodice                            | Anton Kokalj            | SKD                                  |
| Občina Vojnik                            | Benedikt Podergajs      | SKD                                  |
| Občina Vransko                           | Franc Sušnik            | SDS                                  |
| Občina Vrhnika                           | Vincencij Tomšič        | SKD                                  |
| Občina Vuzenica                          | Miran Kus               | skupina volivcev                     |
| Občina Zagorje ob Savi                   | Matjaž Švagan           | LDS                                  |
| Občina Zavrč                             | Miran Vuk               | SKD                                  |
| Občina Zreče                             | Jožef Košir             | LDS ZLSD SLS DeSUS                   |
| Občina Žalec                             | Alojz Posedel           | LDS                                  |
| Občina Železniki                         | Mihael Prevc            | SKD SLS SDS                          |
| Občina Žetale                            | Anton Butolen           | LDS                                  |
| Občina Žiri                              | Bojan Starman           | SKD SLS SDS                          |
| Občina Žirovnica                         | Anton Dežman            | skupina volivcev                     |
| Občina Žužemberk                         | Franc Škufca            | LDS                                  |